# Braxengräsväxter
Braxengräsväxter, Isoetaceae, är den enda nutida familjen i braxengräsordningen Isoetales.. Familjen beskrevs av  Barthélemy Charles Joseph Dumortier (som Isoetineae) 1829. och ordningen av Karl Prantl (som Isoeteae) 1874.
Familjen omfattar fyra nutida släkten:
Isoetes
Calamaria
Cephaloceraton och
Isoetella
samt det fossila släktet Tomiostrobus från Trias.